# Hatuey
Hatuey (* in Hispaniola; † 2. Februar 1512 in Yara, Kuba) war ein Häuptling der Taíno. Er nahm als erster Bewohner der Neuen Welt den Widerstand gegen die weiße Kolonialherrschaft auf und wurde dafür von den spanischen Eroberern verbrannt. Er wird deshalb auch der „Erste Held der kubanischen Nation“ genannt.

## Leben
1511 segelte der spanische Konquistador Diego Velázquez von Hispaniola (heute Dominikanische Republik und Haiti) nach Kuba. Ihm kam allerdings der Taíno-Häuptling Hatuey zuvor, der mit 400 weiteren Indios aus Hispaniola nach Kuba geflohen war, um die dort lebenden Ureinwohner vor den Spaniern zu warnen und mit ihnen den Kampf gegen die Eindringlinge aufzunehmen.
Von dem spanischen Priester Bartolomé de Las Casas, der zu dieser Zeit sowohl auf Hispaniola wie später auf Kuba war und die menschenverachtende Vernichtung der Indios durch die spanischen Eroberer anprangerte, wird Hatuey folgende Rede zugeschrieben, bei der er den Kubanern ein Stück Gold gezeigt haben soll:

„Hier ist der Gott, den die Spanier verehren. Für diesen kämpfen sie und morden. Für diesen Gott verfolgen sie uns und darum müssen wir sie ins Meer werfen … Diese Tyrannen sagen uns, dass sie einen Gott des Friedens und der Gleichheit anbeten und sie nehmen uns unser Land und machen uns zu Sklaven. Sie sprechen zu uns von einer unsterblichen Seele und rauben unser Hab und Gut, verführen unsere Frauen und vergewaltigen unsere Töchter. Da ihr Mut nicht an unseren heranreicht, verstecken sich diese Feiglinge unter Eisen, das von unseren Waffen nicht durchdrungen werden kann…“

Die meisten Kubaner schenkten Hatuey jedoch keinen Glauben und nur wenige schlossen sich seinem Kampf an. Hatuey wandte die Guerilla-Taktik an und zwang die Spanier, sich auf ihr Fort in Baracoa zurückzuziehen. Dennoch gelang es den Spaniern, Hatuey zu fangen. Sie banden ihn an einen Pfahl und verbrannten ihn bei lebendigem Leibe.
Bartolomé de Las Casas berichtet als Augenzeuge aus erster Hand, Hatuey sei vor seiner Hinrichtung von einem Priester gedrängt worden, sich taufen zu lassen, um in den Himmel zu kommen. Hatuey soll darauf gefragt haben, wohin die Christen nach ihrem Tode kämen. Als daraufhin der Priester erklärte, alle Christen kämen in den Himmel, wenn sie gut waren, soll Hatuey geantwortet haben, er wolle nicht dorthin, wo die Spanier sind, um mit derart grausamen Menschen nicht zusammen zu sein.
Die Silhouette des Kopfes von Hatuey dient heute als Markenzeichen der Zigarrenmanufaktur Cohiba aus Kuba und sein Konterfei ziert eine nach ihm benannte Biermarke von Bacardi, die ursprünglich in Santiago de Cuba gebraut wurde (wird dort ebenfalls für das kubanische Inland noch produziert).

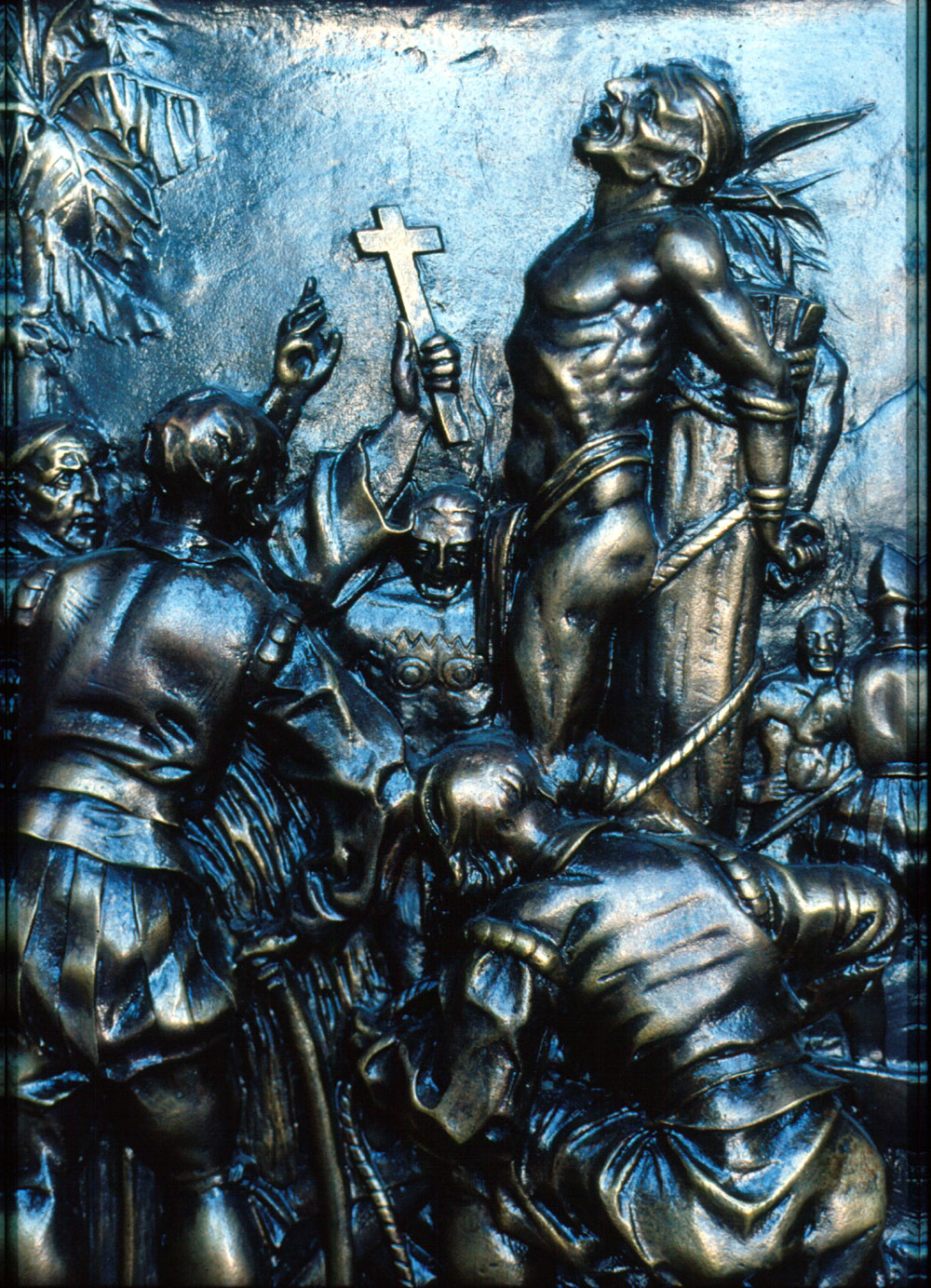
Portal des Kapitols von Havanna: die Verbrennung von Hatuey durch die Spanier
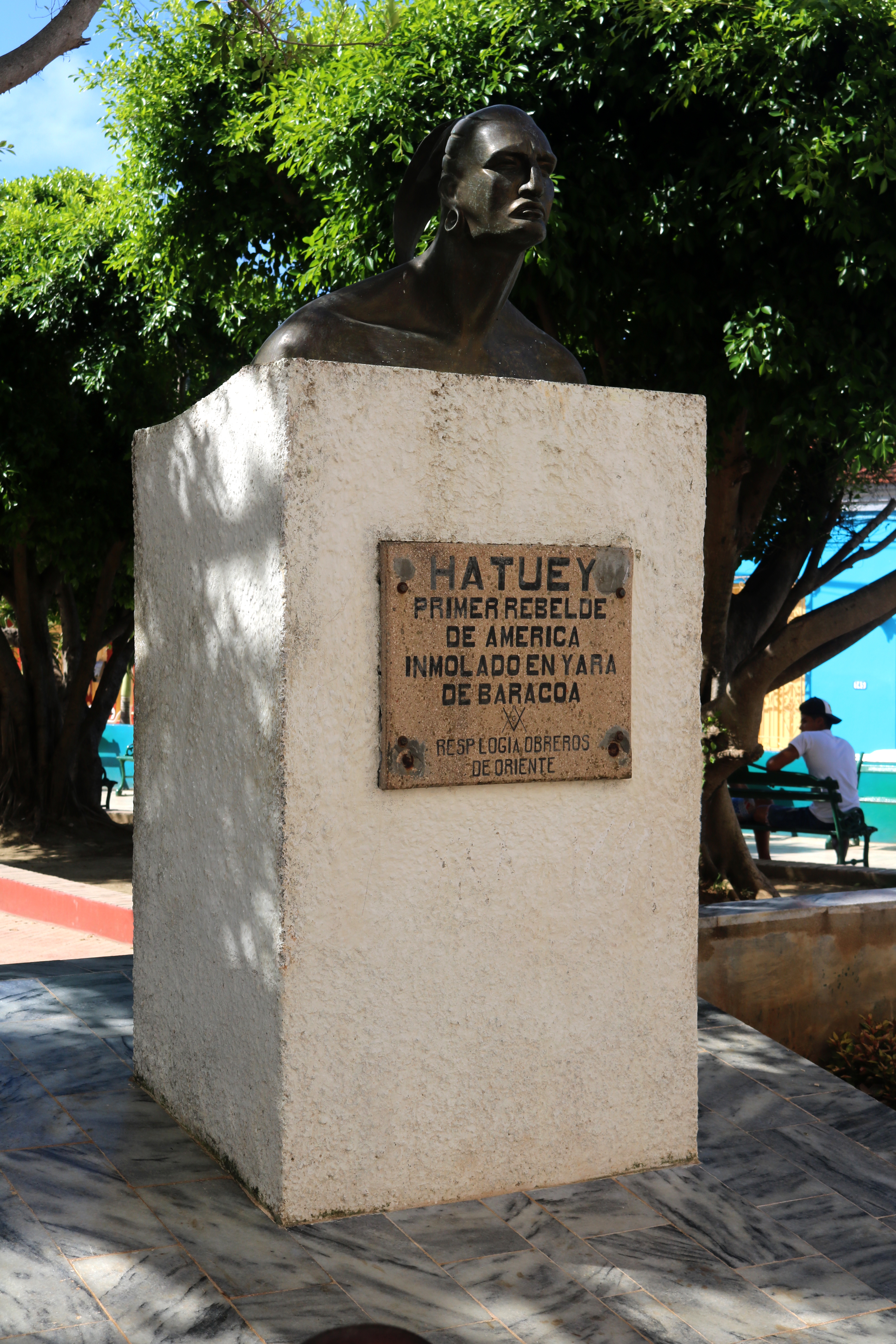
Hatuey Statue in Baracoa
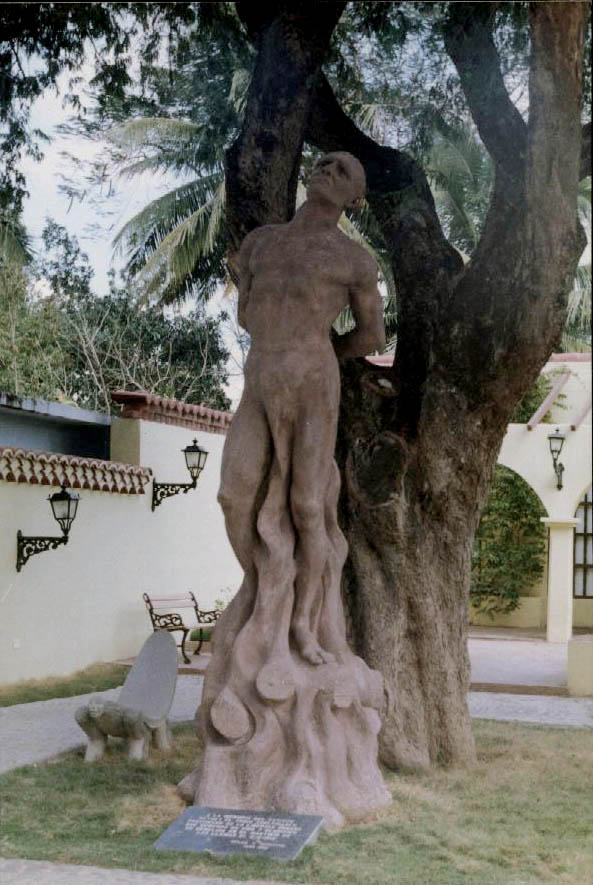
Denkmal für Hatuey in Yara, vor einem Tamarindenbaum